# 도스 법

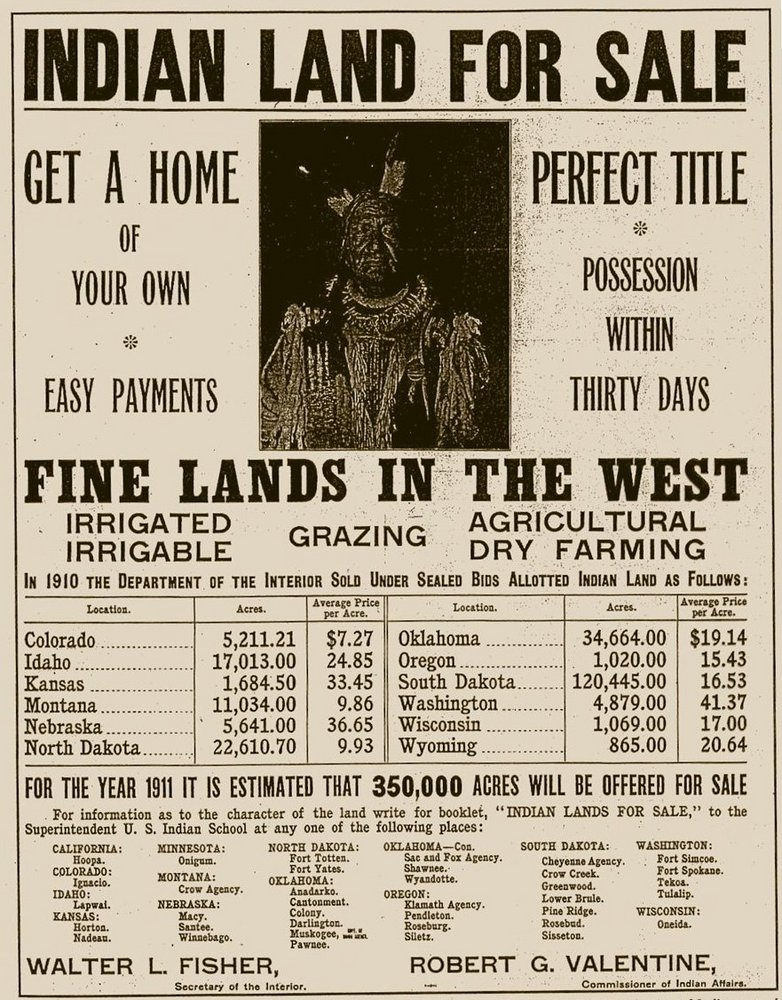
1911년 인디언에게 할당된 땅을 판다는 광고

도스법(The Dawes Act)은 미국의 상원의원 H.L. 도스의 제안으로 1887년 2월 8일 대통령의 서명을 얻어 성립된 인디언 일반토지할당법(General Allotment Act)의 통칭이다. 이 법은 1891년에 수정되었다가 1906년에 다시 《버크 법》(Burke Act)으로 수정이 된다.

## 내용
1. 첫째, 보류지의 토지를 단독보유지로 해서 인디언 개인에게 할당한다.
2. 둘째, 할당지는 25년간 합중국의 신탁 아래 보관된다.
3. 셋째, 할당지 소유자는 시민이 될 수 있다.
4. 넷째, 체로키 족 등 특정의 여러 부족에게는 이 법의 규정이 미치지 않는다.

## 목적
토지는 부족 전체에 속하는 것이라는 인디언의 전통적 토지 소유개념을 무너뜨리고 토지를 개인의 사유지로 바꾸어 놓음으로써 부족의 전통적 조직체제를 해체하고 부족 문화를 변화시켜 인디언을 농민·시민으로서 백인 시민사회에 동화(同化)시키려고 한 것이었다. 여기에 이윤을 추구하기 위하여 인디언 보류지로 지정된 광대한 지역의 토지와 자원에 관심을 가진 사업자들의 뒷받침과 더 많은 토지를 갖기 원하는 백인 농민의 경제적 욕구, 그리고 인도주의적 개혁가의 개인주의·진보주의의 철학이 가세하여 이 법의 입법화가 추진되었다. 보류지의 토지와 자원을 탐내는 여러 기업, 농민의 경제적 욕구와 인도주의적 개혁가의 개인주의, 진보주의의 철학 등이 합치되어 입법화되었다.

## 의의
아메리카 대륙의 선주민인 인디언을 무력으로 정복하려던 종래의 미국정부의 강압정책이 문화적 해체 정책으로 전환되었다는 점에서 미국 정부의 대인디언 정책사에서 중요한 의의를 갖는다. 그러나 이 법안의 성립으로 인디언들이 가지고 있는 토지는 1887년 560,000 km2로 줄어들었고, 1934년에는 190,000 km2로 줄어들었다. 뿐만 아니라 그 후의 수정입법으로 인디언에게 할당된 토지의 임대가 보다 쉬워지면서 인디언의 소유로 남아 있던 보류지 내의 다른 토지도 급속하게 백인들의 소유로 넘어가게 되었다. 거기에다가 인디언 보류지로 지정된 지역이 처음부터 모든 조건이 열악한 토지여서 인디언의 생활환경은 더욱 악화되었다. 결국 이 법은 인디언을 백인사회에 동화시켜 그들의 생활수준을 보다 향상시키려던 처음 의도와는 달리 아메리카 인디언들을 더욱 궁지에 몰아 넣는 결과를 가져왔다.

## 같이 보기
- 문명화
- 라코타족